# ウィルキンソン触媒
ウィルキンソン触媒（ウィルキンソンしょくばい、英: Wilkinson's catalyst）はクロロトリス（トリフェニルホスフィン）ロジウム(I)（chlorotris(triphenylphosphine)rhodium(I)）の慣用名であり、その名は1973年にノーベル賞を受賞した有機金属化学者、ジェフリー・ウィルキンソン卿からとられている。この化合物は平面4配位、16電子の錯体で、普通赤または紫色の結晶性固体（融点245–250 ℃）として単離される。ウィルキンソン触媒は塩化ロジウム(III) 3水和物を過剰のトリフェニルホスフィン存在下、エタノールで還元して合成される。

## 用途
最も一般的なウィルキンソン触媒の使用法はアルケンの水素化における均一系触媒であり、その反応機構は次のようなものである。まず1つまたは2つのトリフェニルホスフィン配位子が脱離して14または12電子の錯体が生成し、これに水素 (H2) が酸化的付加 (oxidative addition) する。次に、アルケンとの π-錯体が形成され、転移挿入 (migratory insertion) が起こる。最後にアルカンが還元的脱離 (reductive elimination) して生成物を与える。
他の用途として、カテコールボランやピナコールボランを用いた触媒的水素化、トリエチルシランと組み合わせたα,β-不飽和カルボニル化合物の選択的1,4-還元、アルデヒドやハロゲン化アシルからの脱カルボニル反応、ポーソン・カンド反応による[2+2+1]-環化がある。また、トリフェニルホスフィン配位子の代わりにキラルなホスフィン（例えば Chiraphos, DIPAMP, DIOP）を持つ錯体を用いると触媒もキラルになり、不斉水素化によりプロキラルなアルケンからキラルなアルカンを合成できる。

水素化の触媒サイクル